# 偶蹄目
偶蹄目（ぐうていもく、Artiodactyla）は、哺乳綱の目。日本ではウシ目とも呼ばれる。ウシをはじめとした蹄が２本に分かれる陸生動物と鯨類を含む分類群である。
「偶蹄目」は元々はウシをはじめとした蹄が２本に分かれる陸生動物からなる分類群であったが、分子系統解析によりそれら陸生動物と、従来「鯨目」と呼ばれていた鯨類のグループが単系統をなすことが分かったため、現在では陸生動物と鯨類を含む分類群を偶蹄目としている。
従来「偶蹄目」と「鯨目」と呼ばれていた分類群が併合してできた分類群であることから、鯨偶蹄目Cetartiodactylaと呼ぶこともある。
また、偶蹄目から鯨類を除いた旧来の偶蹄目は側系統群であることが判明しているが、この側系統群を慣例的に「偶蹄類」と呼ぶ場合がある。
本稿では主に、鯨偶蹄目から鯨類を除いた陸生の偶蹄類（側系統群）について記す。

## 進化史
偶蹄目（鯨偶蹄目）と最も近縁な分類群は奇蹄目であり、合わせて有蹄類に分類される。中新世以降次第に衰退していった奇蹄目に対し、偶蹄目は次第に勢力を伸ばしていった。現在では、カバ、イノシシ、ラクダ、キリン、ヤギ、シカなどの仲間を含む大きなグループに発展し、有蹄動物全体の約90％を占めている。また、後述されるようにクジラ類をも内包することが明らかになり、非常に多様性に富んだ発展を遂げて、繁栄しているグループであることになる。

## 特徴

### 指
このグループは、奇蹄目と共に、四肢の先端に蹄（ひづめ）をもつことを特徴とする。偶蹄目と呼ばれるように、偶蹄目の特徴は、2つに割れた蹄である。これは第3指と第4指（中指と薬指）が変化したもので、主蹄（しゅてい）と呼ばれる。また、かかとにあたる部分に、副蹄（ふくてい）とよばれる小さな蹄がついているものもあり、岩場などでずり落ちないようになっている。第3指が体重を支える重心軸となる奇蹄目と異なり、偶蹄目は第3指と第4指の二本が重心軸であるため、このような蹄の構造となる。第5指、第2指はさまざまな程度に縮退し、第1指は初期のグループを除き消失している。また全ての偶蹄目は後肢のかかとの関節にある距骨の上下端に滑車状の構造を持つ（これを両滑車とも呼ぶ）。

### 歯
初期の原始的な科や猪豚亜目では、真獣類の基本形（歯列：3・1・4・3＝44）がほぼ保たれているが、進化段階が高いグループでは上顎切歯が縮退・喪失し、硬い角質パットを発達させ、下顎切歯と上顎の角質パットにより草を噛みちぎる。
犬歯はイノシシ類で発達する他は、多くの種で縮退または消失しているが、反芻類でもジャコウジカやキバノロのようにオスが発達した犬歯を持つものがある。
頬骨については、前臼歯が臼歯化しないという特徴がある。原始的なグループでは頬歯が歯冠の低いブノドント（丘状歯、例えばイノシシ類）であるが、進化段階が上がるにつれて、歯冠が低いブノセレノドント（bunoselenodonta、例えばアントラコテリウム類）、歯冠の低いセレノドント（月状歯・単歯型、例えばシカ科）、歯冠の高いセレノドント（月状歯・長歯型、例えばウシ科）と多様化している。

### 角
偶蹄類には頭部に様々な形の角を持つものが多い。日本語ではウシの角、シカの角、キリンの角は全て同じ「角」であるが、ヨーロッパ語圏では区別される。ウシの角は「Horn（ホーン＝洞角）」、シカの角は「Antler（アントラー＝枝角）」、キリンの角は「Ossicone（オッシコーン）」と呼ばれる。それぞれ構造が異なり、ホーンは骨の芯に角質の鞘が被り、生え替わらない（プロングホーンを除く）。シカ科のアントラーは骨質が露出した枝分かれした角で、毎年生え替わるが、成長中は皮が被っている。オッシコーンは皮を被った頭骨の突起とも言えるものであり、生え替わることはない。

### 反芻
猪豚亜目以外の偶蹄類の動物は反芻（反芻亜目）、または不完全な反芻をする（核脚亜目、鯨河馬形類）。仕組みはまず植物を第一室に送り、共生細菌に発酵させ、また口内へ送り、よく噛みまた第一室へ送り、第二室で再度発酵させる。その後に第三室で食塊に圧をかけ、水分を抜き取る。最後に第四室で培養した微生物を消化し栄養にする。微生物にセルロースを分解させ、栄養を作り、それを使って微生物を培養させ、微生物を食べるという仕組みだ。
真の反芻獣は胃を4室持っており、口腔に近いほうの1，2，3室は前胃と呼ばれ、残りの4室は後胃と呼ばれる。前胃は胃腺を持たないため食道と類似するが、単胃動物における無腺部が変化したもので、発生学的に食道とは無関係である。第一室は一般的にルーメンと呼ばれており、ここで固い食物繊維を微生物にほとんど消化してもらう。内壁は緑褐色で重層扁平上皮で守られている。つぎの第二室の内壁はハチの巣のような正六角形の網目状のかべがある。そのため第二室は蜂巣胃と呼んでいる。第三室は大きな内壁を持ち、重弁胃とも呼ばれる。第四室は単胃を持つ動物と変わらない。

## 分類
近年の分子生物学的手法の導入により、鯨類とかつての偶蹄類との系統関係が明らかになった。それによれば、鯨類はカバ類と姉妹群であり、両者は、先に反芻類と分かれた1グループ（鯨河馬形類）から、さらに2つに分岐したものである。また、鯨河馬形類と反芻類が分岐したのは、ラクダ類およびイノシシ類が、相次いで分岐した後のことであったこともわかっている（鯨偶蹄目の系統と分類を参照）。したがって、ラクダ類・イノシシ類とカバ類・反芻類を含んで鯨類を含まない「偶蹄目」は、単系統群ではなく側系統群であることになり、分岐分類学の考え方によれば、1つの分類群としては成立し得ない。これにより、「偶蹄目」は生物学的な分類群としては無効となり、かつての偶蹄類と鯨類を併せた「鯨偶蹄目」という分類群が新たに設けられた。
カバ科はかつてはイノシシ亜目に含めることが多かった。また核脚類（ラクダ、ラマなど）を反芻類（ウシ亜目）に含める説もあった。以前は、反芻の度合いに従い、同じ偶蹄目でも反芻をしない、現生のイノシシ類やカバ類を含む系統をイノシシ亜目（猪豚亜目）とし、系統的に両者の中間に位置すると考えられる、現生のラクダ類を含むグループを、ラクダ亜目（核脚亜目）と分類されていた。しかし分子分岐学により、カバ類は（クジラ類と共に）反芻類に近いこと、中間的と思われたラクダ亜目がクジラ偶蹄類の中で最も初期に分岐したことがわかっている。
クジラの仲間の先祖は、化石研究からは、顆節目に分類されていたメソニクス類、さらにさかのぼれば同じくトリイソドン類と考えられていたが、最近の分子生物学的な研究からは、偶蹄目から分化したとする説が出された。これは、最近しばしば見られる、化石研究者と分子生物学者の意見が対立するケースの、典型的な例であった。しかし、パキケトゥス・アトッキの化石骨格の研究により、化石研究者側からもクジラが偶蹄目起源であるとする仮説を補強する、強力な根拠が提出された。鯨偶蹄目も参照。
分子系統解析に基づく系統分類は以下のとおり。科は順不同。ここではBurgin et al. (2020) による現生科の分類に従い、Whippomorpha亜目の下位グループとしてAncodonta（カバ類）とCetacea（鯨類）をまとめた。
- 核脚亜目 Tylopoda
  - ラクダ科 Camelidae - ラクダ、リャマ
- Artiofabula
  - 猪豚亜目 Suina
    - イノシシ科 Suidae - ブタ、イノシシ
    - ペッカリー科 Tayassuidae

  - Cetruminantia
    - 反芻亜目 Ruminantia
      - マメジカ下目 Tragulina
        - マメジカ科 Tragulidae

      - 真反芻下目 Pecora
        - ジャコウジカ科 Moschidae
        - シカ科 Cervidae - シカ、 トナカイ、シフゾウ
        - キリン科 Giraffidae - キリン、オカピ
        - プロングホーン科 Antilocapridae
        - ウシ科 Bovidae - アンテロープ、ウシ族（ウシなど）、ヤギ亜科（ヤギ、ヒツジ）

    - 鯨河馬形類 (亜目) Whippomorpha
      - カバ下目 Ancodonta
        - カバ科 Hippopotamidae - カバ、コビトカバ

      - 鯨類 (下目) Cetacea
        - ヒゲクジラ類 (小目) Mysticeti - シロナガスクジラ、ザトウクジラ
        - ハクジラ類 (小目) Odontoceti - マッコウクジラ、イルカ